# Списак градова и општина у Сарланду
Њемачка покрајина Сарланд је састављена из
- 52 политички независна града и општине (стање: 1. мај 2006).

Они се дијеле на:
- 17 градова, међу којима
  - 6 града-општине,
  - 2 градића,
- 35 општина.

## Градови општине
| - Хомбург - Мерциг | - Нојнкирхен - Сарбрикен, главни град | - Сарлоуис - Санкт Вендел |

## Градићи
| - Санкт Ингберт | - Фелклинген |  |

## Градови и општине
Сви политички независни градови и општине Сарланда (градови масним словима):
| - Бекинген - Бексбах - Блискастел - Бус - Дилинген - Енсдорф - Епелборн - Фрајзен - Фридрихстал - Герсхајм - Гросроселн - Хојсвајлер - Хомбург - Илинген - Киркел - Клајнблитерсдорф - Лебах - Лосхајм ам Зе | - Манделбахтал - Марпинген - Мерхвајлер - Мерциг - Метлах - Налбах - Намборн - Нојнкирхен (Сар) - Нохфелден - Нонвајлер - Обертал - Отвајлер - Перл - Питлинген - Квиршид - Релинген-Зирсбург - Ригелсберг | - Сарбрикен - Сарлоуис - Сарвелинген - Шифвајлер - Шмелц - Швалбах - Шписен-Елверсберг - Санкт Ингберт - Санкт Вендел - Зулцбах (Сар) - Толај - Иберхерн - Фелклинген - Вадерн - Вадгасен - Валерфанген - Вајскирхен |